# Rákosi emlékoszlop

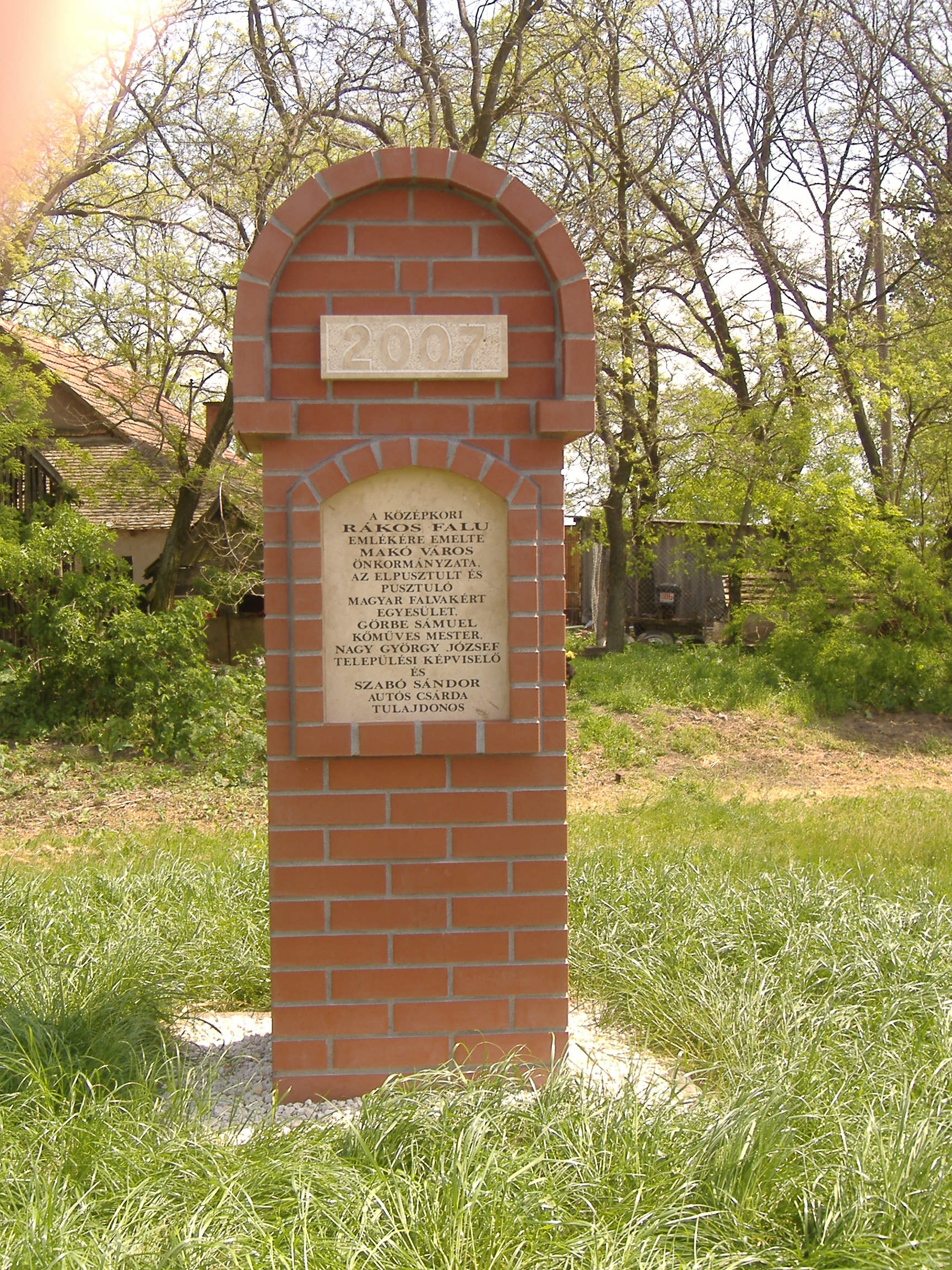
A rákosi emlékoszlop

A Makó-Rákoson található emlékoszlopot 2007-ben állították a településrész központjában.
A középkori Rákos falu emlékét megörökítő oszlopot Karsai Ildikó makói grafikusművész tervezte. Feltüntették rajta az évszámot és az állítás költségéhez hozzájárulók neveit is. 
Felavatásán beszédet mondott Buzás Péter polgármester, Siket Judit, a Dél-alföldi Regionális Közigazgatási Hivatal vezetője és Kovacsics Józsefné, az Elpusztult és Pusztuló Magyar Falvakért Egyesület képviselője. A május 27-i ünnepségen az emlékművet Varga Attila római katolikus plébános szentelte fel, Kotormán István református lelkész-igazgató pedig megáldotta azt.